# 12-es metró (Párizs)
A párizsi 12-es metró Párizs egyik metróvonala, melynek első szakaszát 1910. november 5-én nyitották meg. 2017-ben 84,3 millió utast szállított, ezzel forgalma alapján a 11. a 16 metróvonal közül. Érinti Párizs két vasútállomását, a Gare Montparnasse és a Gare Saint-Lazare állomásokat is.
A metróvonal 1435 mm-es nyomtávolságú, 17,2 km hosszúságú és összesen 31 állomás található rajta. Az áramellátás harmadik sínből történik, a feszültség 750 V egyenáram. A vonalon az MF 67 sorozatú metrókocsik közlekednek, a menetidő 36 perc.

## Képgaléria

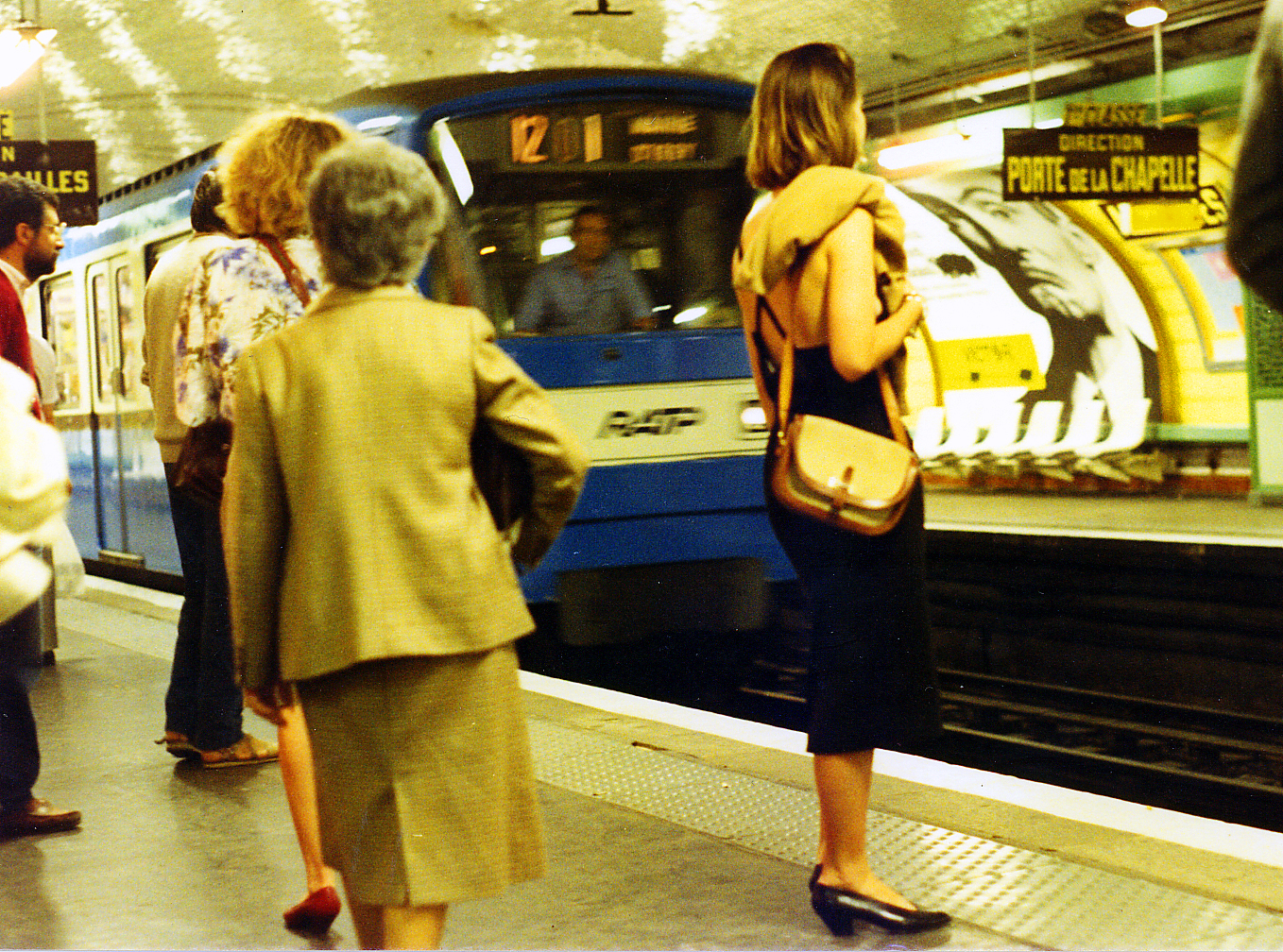
A 12-es metróvonal 1987-ben
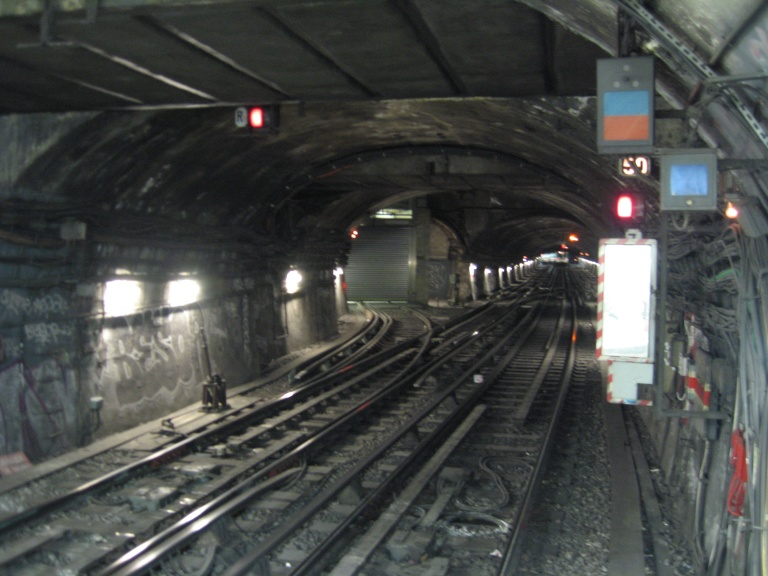
Elágazás az alagútban
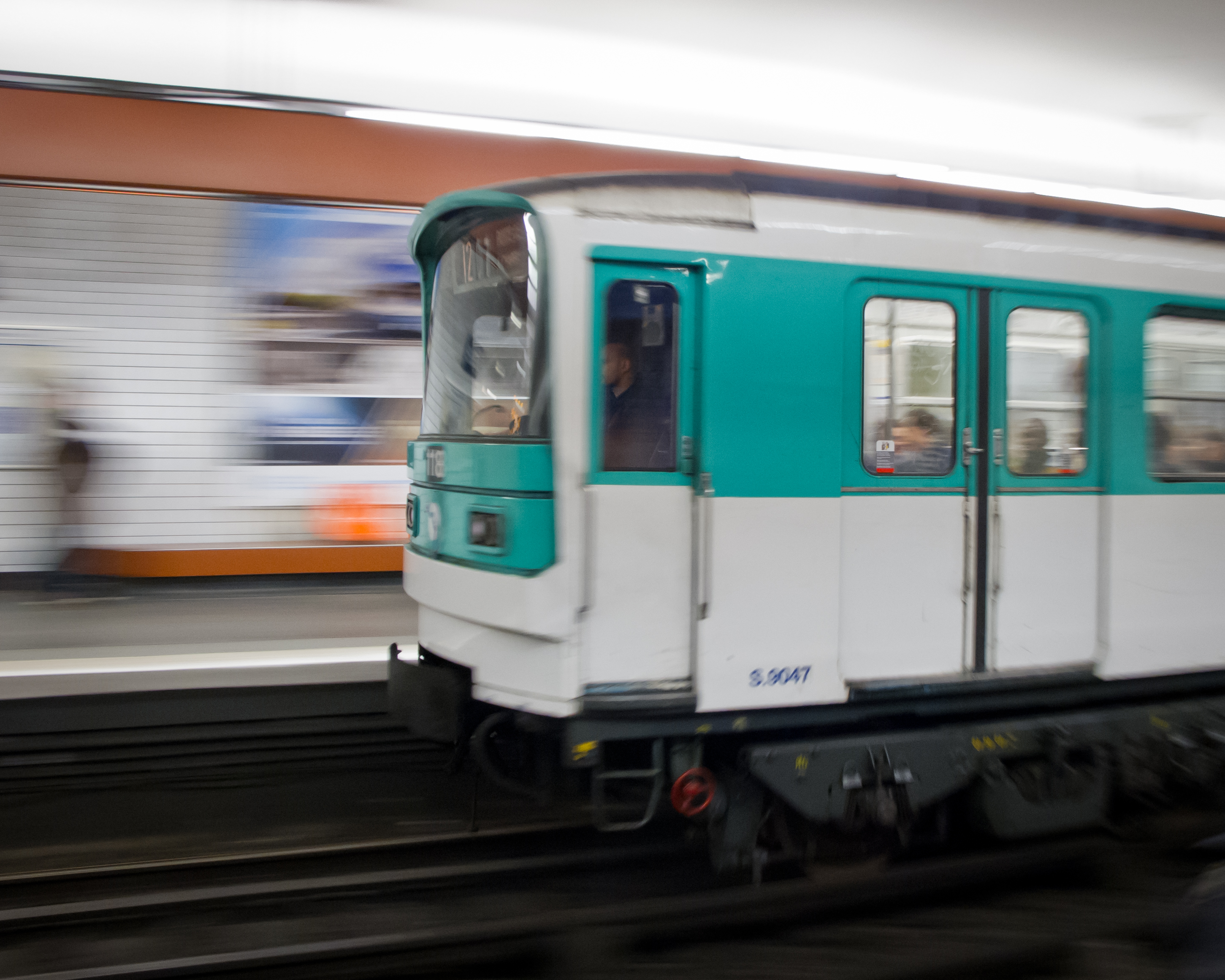
Egy MF 67 sorozatú metrószerelvény
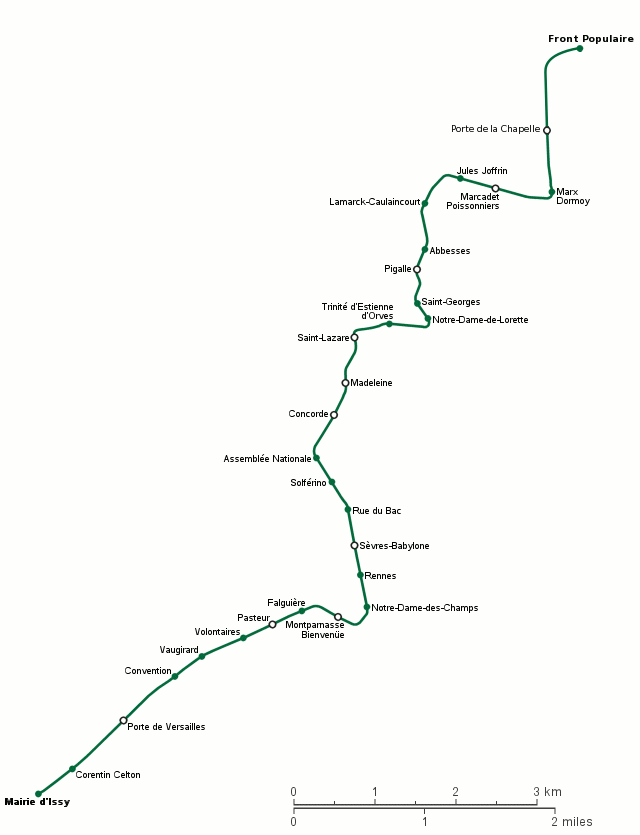
A vonal térképvázlata